# Liste des évêques de Squillace
Cette liste recense les évêques qui se sont succédé à la tête du diocèse de Squillace. En 1927, Mgr Giovanni Fiorentini, archevêque de Catanzaro, est également nommé évêque de Squillace unissant les deux sièges in persona episcopi. Les deux juridictions sont pleinement unies en 1986 donnant naissance à l'archidiocèse de Catanzaro-Squillace.

## Évêques de Squillace
- Gaudenzio (mentionné en 465)
- Zaccheo (551-553)
- Giovanni Lissitanus (592-603)
- Agostino (mentionné en 649)
- Paolo (mentionné en 680)
- Demetrio (869-870)
- Teodoro Mesymerio (1091-1096)
- Giovanni de Niceforo (1096-1098)
- Pietro (1110-1123) nommé archevêque de Palerme
- Donato (mentionné en 1132)
- Celsio (mentionné en 1145)
- Ugo de Racaneto (1196-1198)
- Aimerico (1207-1211)
- Anonyme (mentionné en 1215)
  - R. (1217- ?) évêque élu
- Nicola (1218-1222)
- R. (1231-1234) nommé archevêque de Reggio de Calabre
  - R. (Rainaldo) (1234-1235) administrateur apostolique
- Benvenuto (1240-1254) déposé
- Tommaso, O.Cist (1254-1263)
- Anonyme (mentionné en 1266)
- Riccardo (1266-1272
  - Siège vacant (1272-1273)
- Filippo (1274-1286)
- Giordano (? -1344)
- Nicola de Teramo (1345-1349) nommé évêque de Melfi
- Giovanni de Rocca (1349-1369)
- Matteo Scaleato, O.Carm (1369- ?)
- Antonio (mentionné en 1381)
- Filippo Crispo, O.S.A (? -1392) nommé archevêque de Messine
- Andrea (1392-1402) nommé évêque d'Isernia
- Roberto de Basilio (1402-1413) nommé évêque de Belcastro
- Leone Calojero (1413-1417)
- Francesco de Arceriis (1418-1476)
- Francesco de Cajeta (1477-1480)
- Vincenzo Galeota (1482-1520)
- Simone de Galeotis (1520-1539)
- Enrique de Borja y Aragón (1539-1540)
- Enrique de Villalobos Xeres (1540-1554)
- Alfonso de Villalobos Xeres (1554-1568)
- Guglielmo Sirleto (1568-1573)
- Marcello Sirleto (1573-1594)
- Tommaso Sirleto (1594-1601)
- Paolo Isaresi della Mirandola O.P (1601-1602)
- Fabrizio Sirleto (1603-1635)
- Lodovico Saffiro (1635-1635)
- Giuseppe della Corgna, O.P (1636-1656) nommé évêque d'Orvieto
- Rodolfo Dulcino (1657-1664)
- Francesco Tirotta (1665-1676)
- Paolo Filocamo (1676-1687)
- Alfonso de Aloysio (1688-1694)
- Gennaro Crispino (1694-1697)
- Fortunato Durante (1697-1714)
  - Siège vacant (1714-1718)
- Marcantonio Attaffi (1718-1733)
- Nicola Michele Abati (1733-1748)
- Francesco Saverio Maria Queraldi (1748-1762)
- Diego Genovesi (1763-1778)
- Nicola Notaris (1778-1802)
  - Siège vacant (1802-1818)
- Nicola Antonio Montiglia (1818-1824) nommé évêque de Nicotera et Tropea
- Andrea Maria Rispoli, C.Ss.R (1826-1839)
  - Siège vacant (1839-1842)
- Concezio Pasquini, O.F.M (1842-1857) nommé évêque d'Ariano
- Raffaele Antonio Morisciano (1858-1909)
- Eugenio Tosi, O.SS.C.A (1911-1917) nommé évêque d'Andria
- Giorgio Giovanni Elli (1918-1920)
- Antonio Melomo (1922-1927) nommé évêque de Monopoli
- Giovanni Fiorentini (1927-1950)
- Armando Fares (1950-1980)
- Antonio Cantisani (1980-1986) nommé archevêque de Catanzaro-Squillace

## Archevêque de Catanzaro-Squillace
- Antonio Cantisani (1986-2003)
- Antonio Ciliberti (2003-2011)
- Vincenzo Bertolone, S.d.P (2011-2021)
- Claudio Maniago (it) (2021- )

## Sources
- « Archdiocese of Catanzaro-Squillace », sur www.catholic-hierarchy.org